# Viento Libre
Viento Libre är en ort i Mexiko.   Den ligger i kommunen Güémez och delstaten Tamaulipas, i den centrala delen av landet, 500 km norr om huvudstaden Mexico City. Viento Libre ligger 188 meter över havet och antalet invånare är 138.
Terrängen runt Viento Libre är platt. Runt Viento Libre är det glesbefolkat, med 11 invånare per kvadratkilometer. Närmaste större samhälle är Ciudad Victoria, 17,2 km väster om Viento Libre. Trakten runt Viento Libre består till största delen av jordbruksmark.